# Kibana
Kibana ist eine browserbasierte Analyseplattform, die auf der Suchmaschine Elasticsearch aufbaut. Sie ermöglicht die Suche und Visualisierung der in Elasticsearch-Indizes enthaltenen Daten.
Elasticsearch, Kibana, Logstash und Beats bilden den Elastic-Stack, eine Sammlung von Software zur Analyse von Logdateien und großen Datensätzen.